# Olaf Perzanowski
Olaf Perzanowski (ur. 19 marca 2002) – polski koszykarz, występujący na pozycjach niskiego lub silnego skrzydłowego, od 2022 zawodnik SKS-u Starogard Gdański.
13 stycznia 2023 dołączył do SKS-u Starogard Gdański.

## Osiągnięcia
Stan na 26 listopada 2023.

### Drużynowe
- Mistrz Polski:
  - juniorów starszych (2020)[2]
  - juniorów (2019)[3]
  - kadetów (2018)[4]
- Wicemistrz Polski juniorów starszych (2019)[5]

### Indywidualne
- Zaliczony do I składu:
  - grupy A II ligi (2021)[6]
  - mistrzostw Polski juniorów starszych (2021)[7]